# Helmut Otto Schön

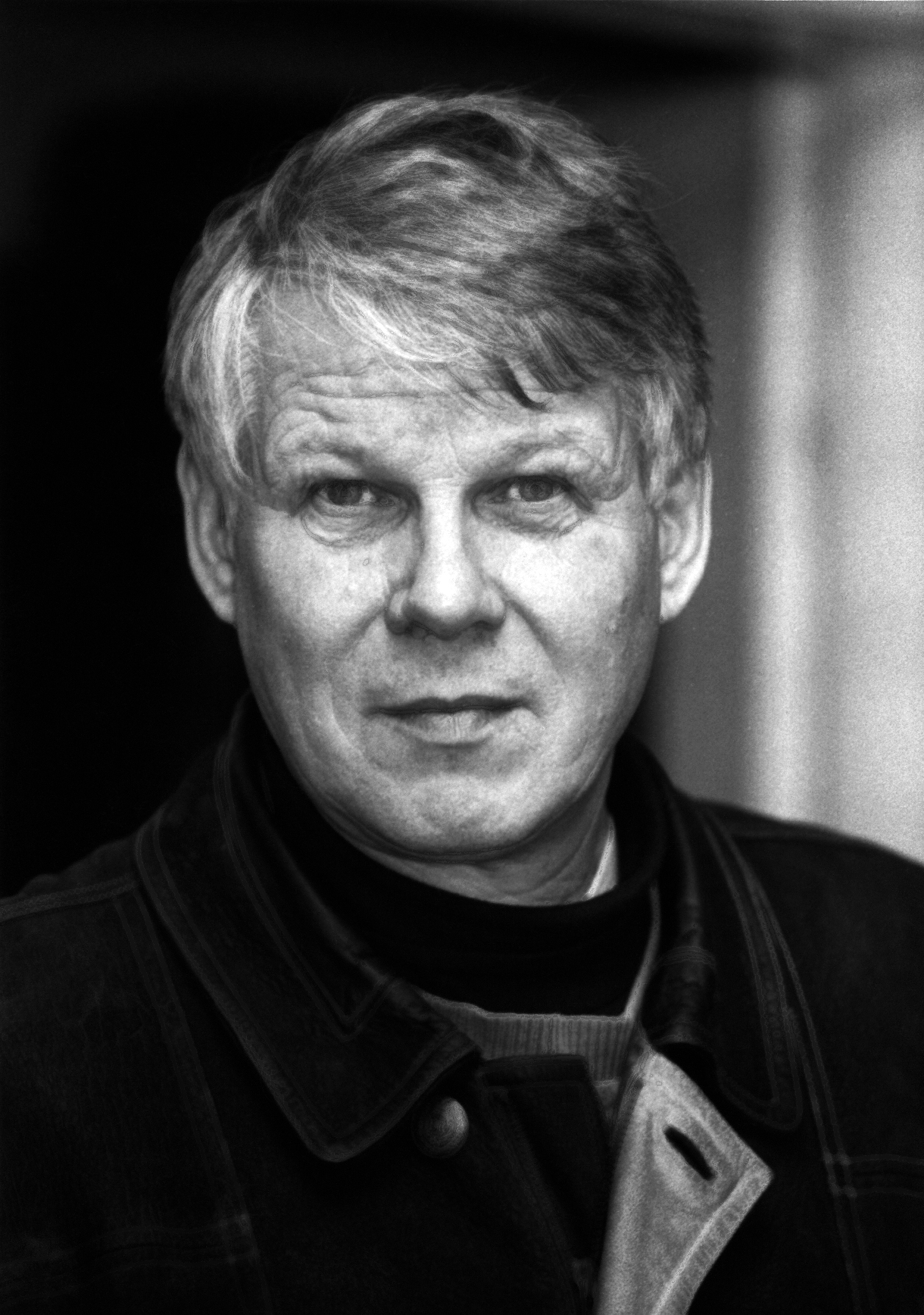
Helmut Otto Schön

Helmut Otto Schön (* 27. Mai 1941; † 28. Juli 2017) war ein deutscher Bildhauer und Maler. Er lebte in München.

## Leben
Seine Ausbildung machte Schön in der Luisen Gewerbeschule München. Die Lehrer waren der Bildhauermeister Josef Baumgartner und der Maler Florian Bosch sowie der Architekt und Maler Max Dellefant.
Nach Ausbildungsabschluss begab er sich nach Köln zu Bildhauer Klaus Petersen, der vorwiegend bei der Denkmalpflege am Kölner Dom tätig war, um sich im Steinbildhauerhandwerk zu perfektionieren. Petersen war der Schwiegersohn von Gerhard Marcks, bei dem Schön Privatunterricht erhielt. 1962 während seiner Militärzeit wurde ihm erlaubt, bei Oskar Kokoschka bei der Internationalen Sommerakademie für Bildende Kunst Salzburg teilzunehmen. 1967 heiratete er die Bildhauerin Gerdy Kurz. Schön arbeitete vorwiegend für kommunale und staatliche Auftraggeber.
Seit 2005 war er hauptsächlich als Maler tätig.

## Werke

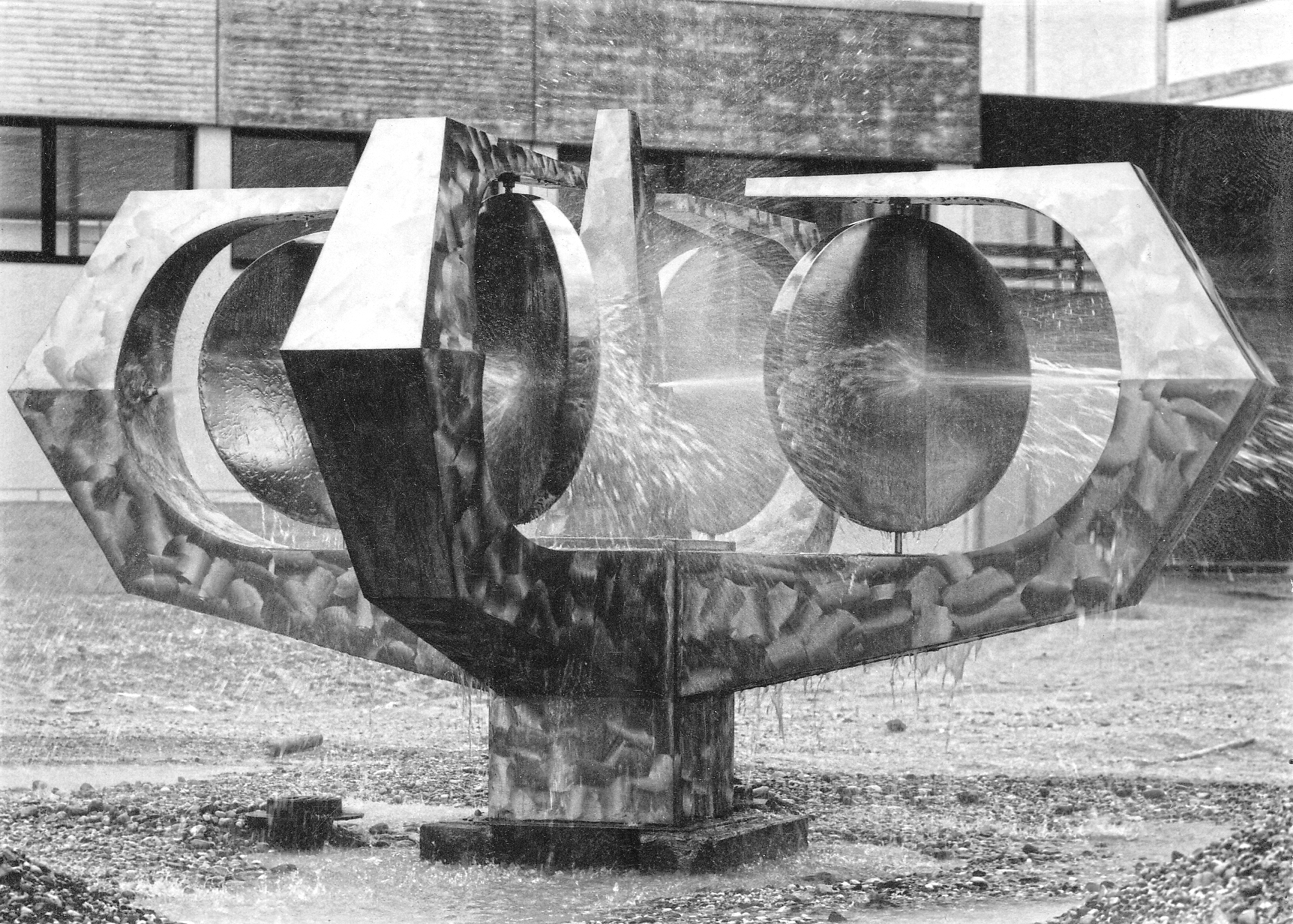
Wassermobilebrunnen, gewidmet Anthony Perkins, Droste-Hülshoff-Schule, München 1970

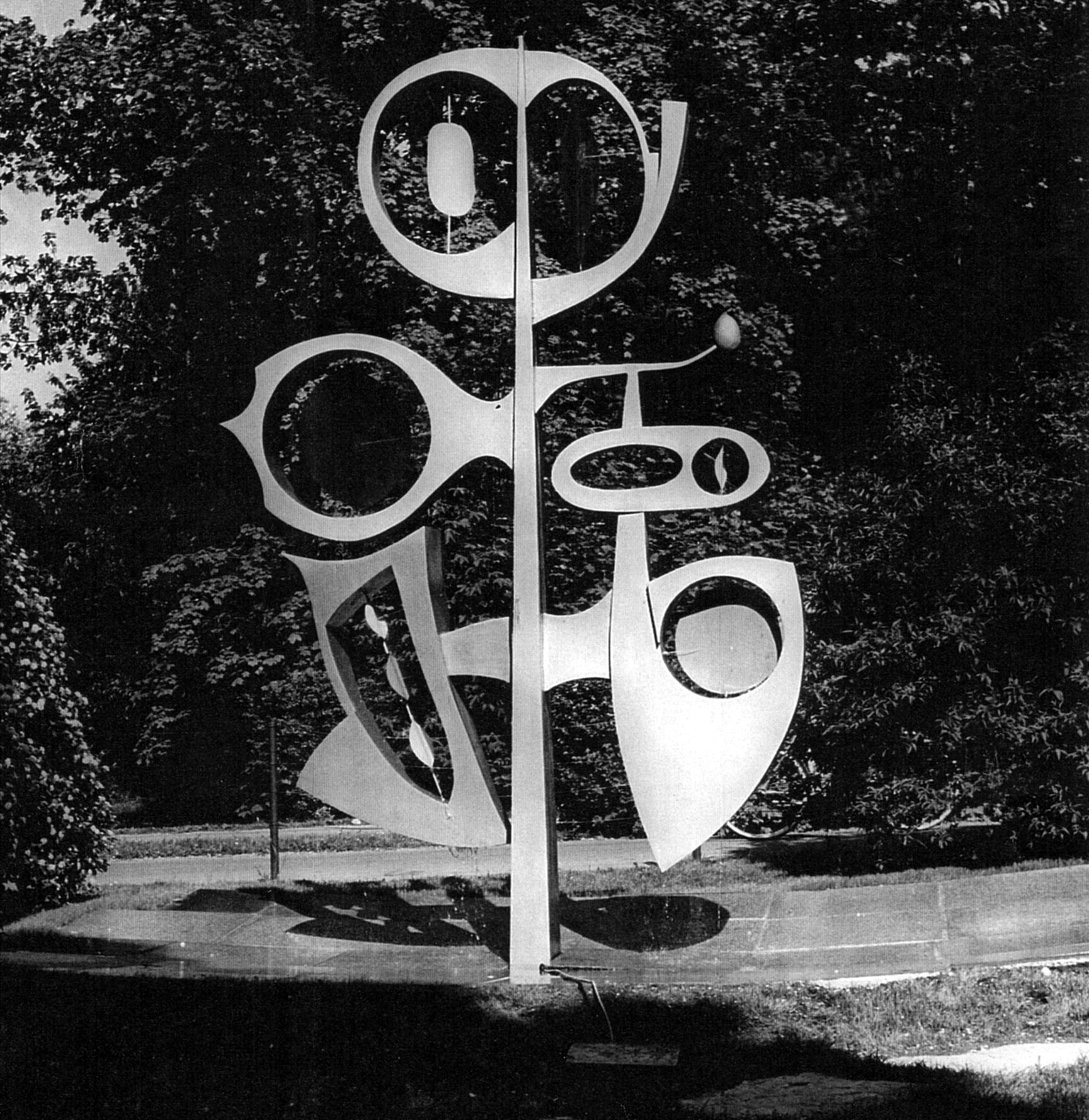
Wassermobile am Haus der Kunst, München 1971

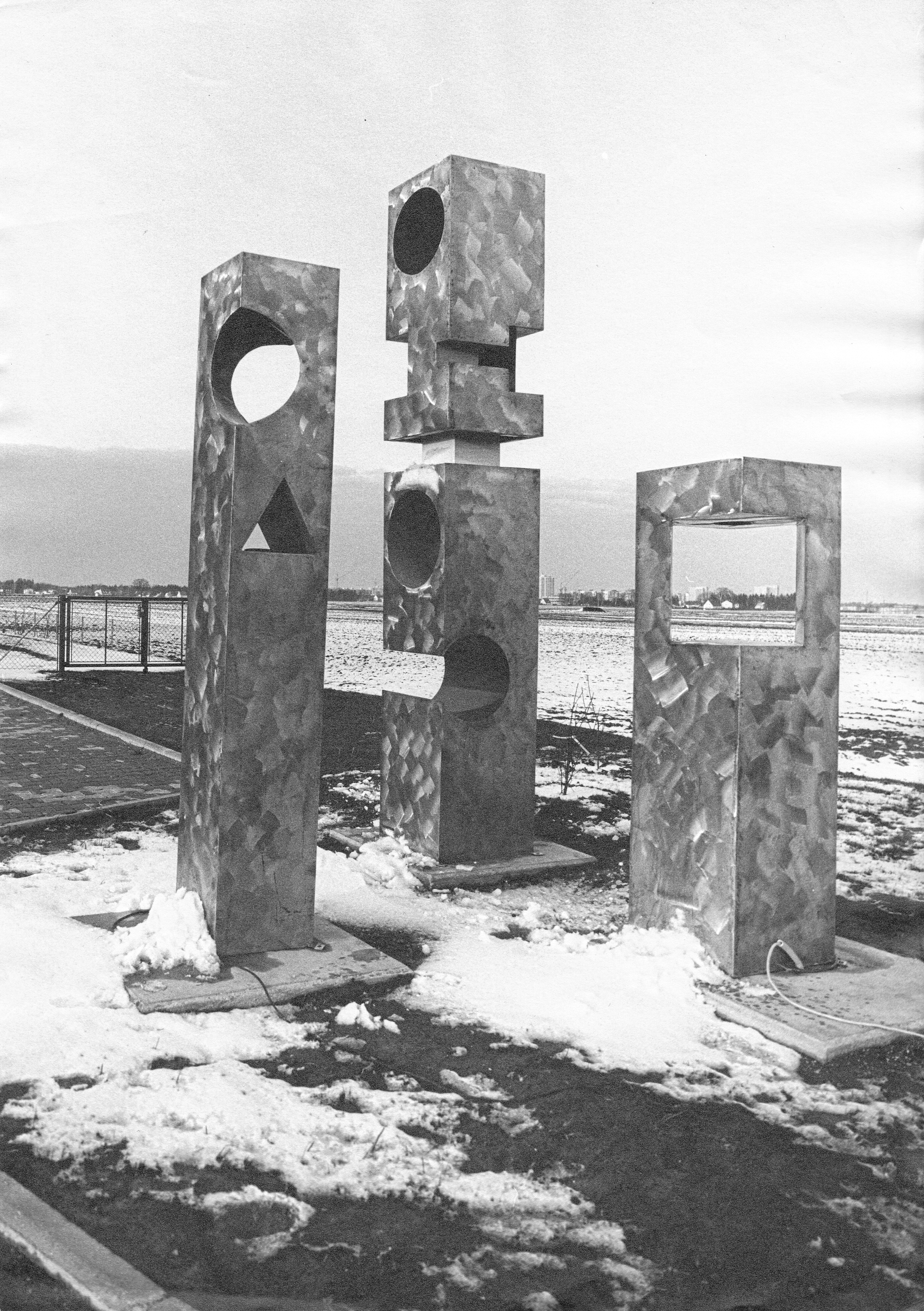
Dreiteilige Lichtstahlplastik an der Grundschule Puchheim 1972

- 1967 Errichtung eines Schutzmantelmadonnenaltars, Katholisches Knabenseminar Straubing
- 1967 Kriegsmahnmal an der Landwirtschaftsschule Dachau
- 1968 Holledauer Schimmeldenkmal an der Staatsstraße bei Mainburg
- 1970 Gestaltung des Kindergartens an der Kurparkstraße in München
- 1970 Wassermobilebrunnen (Anthony Perkins gewidmet), Grundschule Droste-Hülshoff München
- 1971 Farbiges Sichtbetonrelief am Gymnasium Puchheim bei München
- 1971 Wassermobile am Haus der Kunst, München
- 1972 Dreiteilige Lichtstahlplastik an der Grundschule in Puchheim
- 1972 Maßgebliche Mitarbeit bei der Spielstraße Olympische Sommerspiele 1972 in München
- 1973 Drei große Bilder in der Aula des Gymnasiums Weilheim
- 1973 Großes Eisenrelief im Vortragssaal des Instituts für Zeitgeschichte in München
- 1973 Aluminiumportal am Rathaus in Olching
- 1974 Brunnen in der Wohnanlage Sillenbuch bei Stuttgart
- 1975 Ballhofbrunnen („Carl-Orff-Brunnen“) am Ballhofplatz vor dem Staatstheater Hannover
- 1975 Sechs große Bilder für das Klinikum Großhadern München
- 1975 Bronzerelief am Bürgerhaus Dornach bei München
- 1975 Wandgemälde in der Grundschule Altenstadt (Oberbayern)
- 1975 Keramikrelief im Treppenhaus des Bauausbildungszentrums der Bauinnung, München Westendstraße
- 1979 Fassadengestaltung und drei Holzreliefs im Eingangsbereich Waldbauernschule in Scheyern
- 1980 Wandgemälde und sechs Bronzereliefs in der Hauptschule Steingaden
- 1980 Windmobile aus Stahl, Privatanfertigung, Los Angeles
- 1980 Neugestaltung der Kirche St. Canisius in Ringsee (Ingolstadt)
- 1981 Aussegnungshalle Gaimersheim: Betonrelief, Auferstehungskreuz, im Außenbereich in Bronze gegossener Kreuzweg
- 1981 Rekonstruktion des Brunnens am Residenzplatz in Eichstätt, Vogel-Greif-Wasserspender, in Bronze gegossen
- 1982 Großplastik Windmobil aus Stahl vor der Wirtschaftsschule in Freising
- 1983 Vier Holzreliefs der Ortsgeschichte Gaimersheim, im Rathaus
- 1984 Gestaltung des Diakonischen Kinderheims Diemerstein im Pfälzerwald
- 1985 Erstellung des Brunnens im Bayerischen Haupt- und Landgestüt Schwaiganger bei Murnau
- 1985 Aufstellung des Tausendjahrfeier-Silobrunnens in Oberschleißheim
- 1985 Fischbrunnen in Moosburg an der Isar am Mühlbachbogen
- 1986 Gestaltung des Schulhofs Wettstetten: Sitzgruppe in Granit, Bronzepferde
- 1986 Brunnen vor dem Rathaus in Titting (Landkreis Eichstätt)
- 1986 Erstellung des Rathausbrunnens in Nassenfels (Landkreis Eichstätt)
- 1986 Aufstellung des Stadtbrunnens in Pocking, Bronzepferd mit Fohlen
- 1986 Brunnen im Rosengarten, Volkspark Hasenheide in Berlin
- 1988 Johannesbrunnen im Schulhof von Reichertshausen
- 1988 Kirchweihbrunnen in Bronze, Gemeinde Alfeld bei Nürnberg
- 1988 Bronzebrunnen am Marktplatz Laaber (Oberpfalz)
- 1989 Denkmal für Landwirtschaftsminister Hans Eisenmann in Pfaffenhofen an der Ilm
- 1989 Brunnen am Altenheim Pfaffenhofen an der Ilm
- 1989 Drei Holzreliefs in der Stadthalle Höchstädt an der Donau
- 1989 Kapellengestaltung in der Jugendstrafanstalt Neuburg an der Donau
- 1990 Aluminiumrelief im Ausbildungszentrum der Isar-Amperwerke Pfaffenhofen an der Ilm
- 1993 Beweglicher Brunnen in Bronze, Bürgerzentrum Lenting bei Ingolstadt
- 1993 Maskenbrunnen am Schlossplatz in Töging (Altmühltal)
- 1994 Tausenjahrfeierbrunnen in Würflach in Niederösterreich
- 1994 Dorfbrunnen in Steinkirchen bei Pfaffenhofen
- 1994 Dorfbrunnen in Harra am Rennsteig (Thüringen)
- 1995 Marktbrunnen in Oberkotzau bei Hof
- 1997 Holzrelief Musiker in der Grundschule Titting

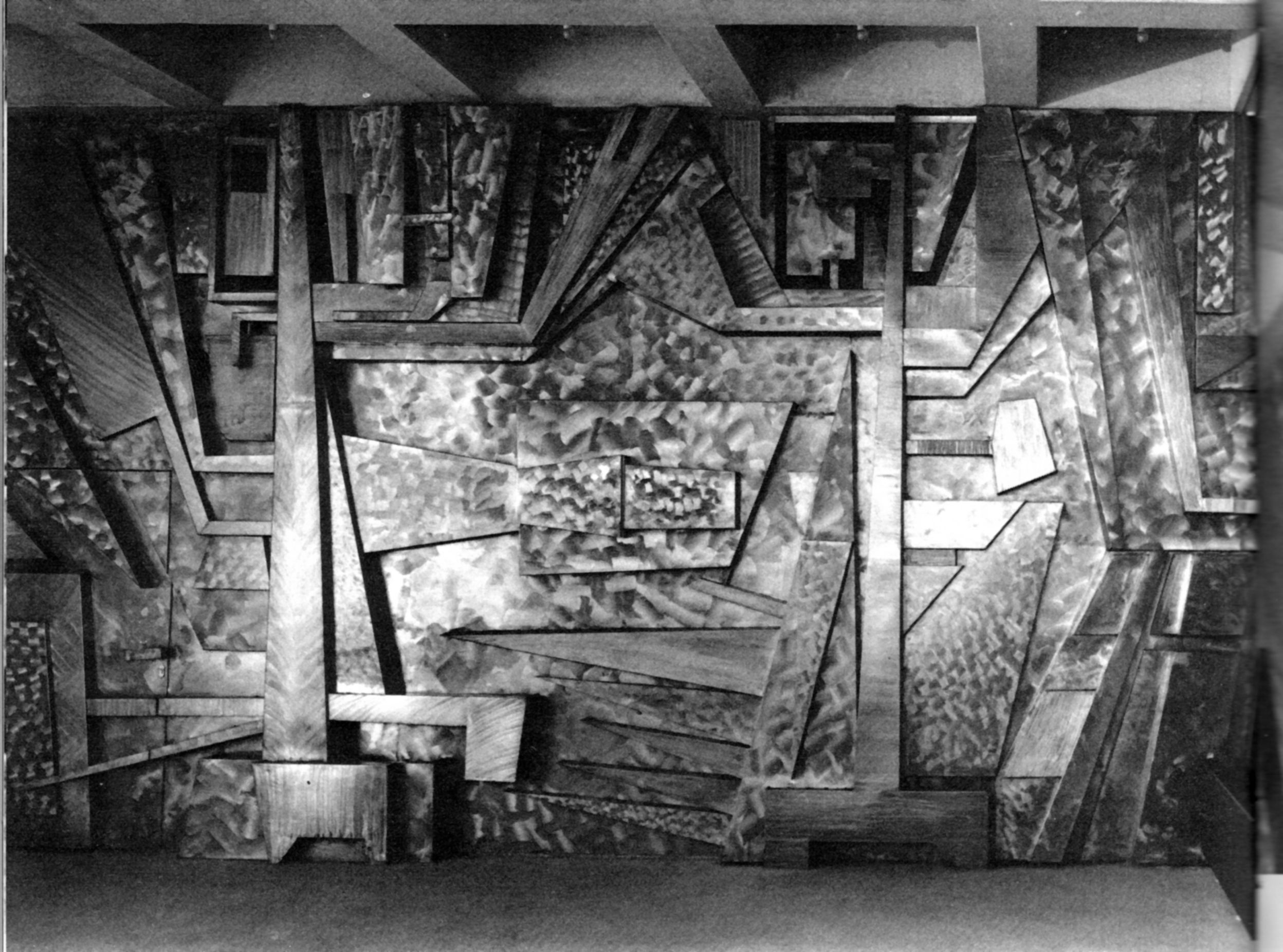
Stahlrelief Institut für Zeitgeschichte
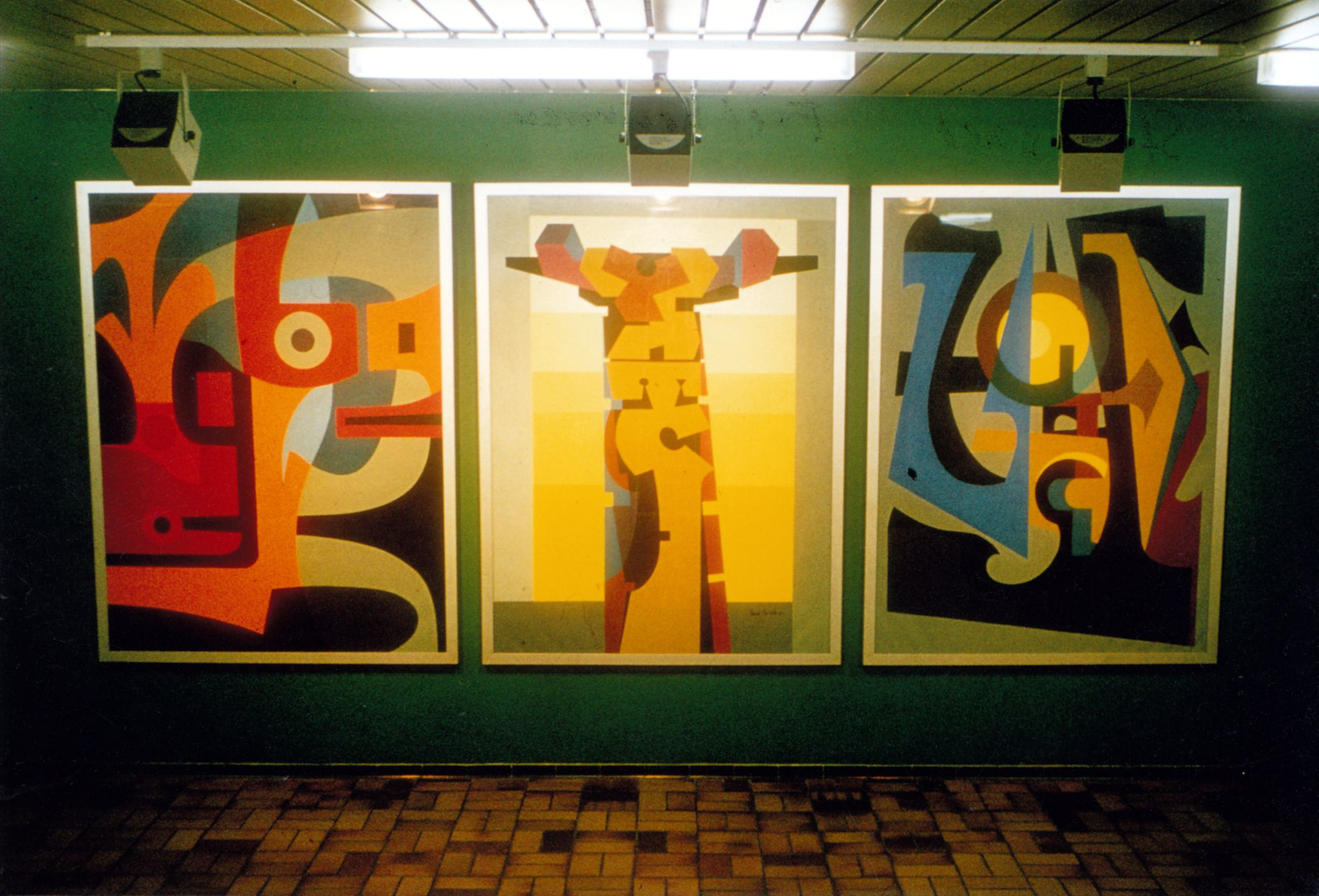
Aula des Gymnasiums Weilheim
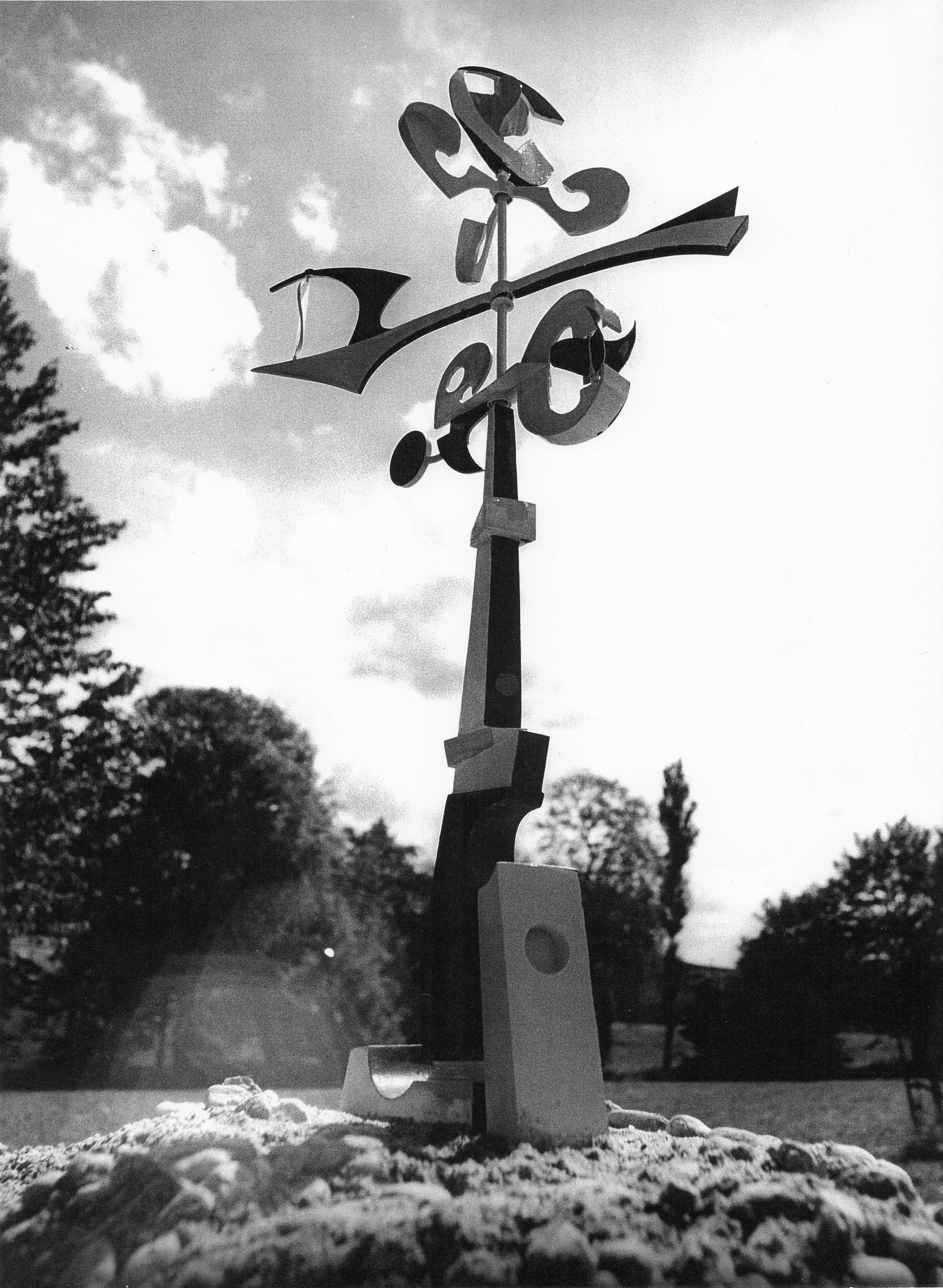
Los Angeles
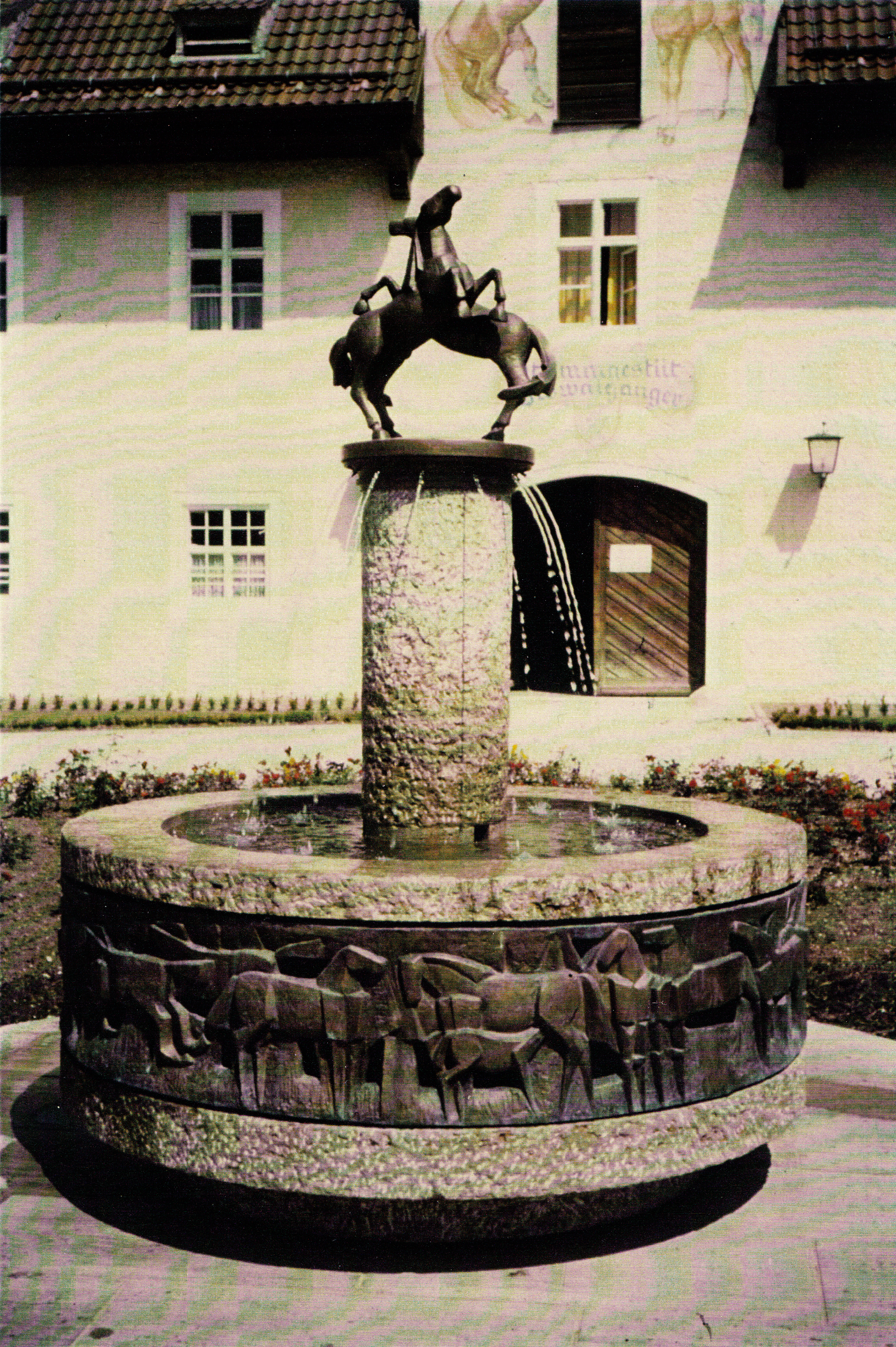
Pferdegestüt Schwaiganger